# João Gonçalves
João Vasconcelos Faria Gonçalves (Braga, Portugal, 26 de febrero de 2005) es un futbolista portugués que juega como centrocampista en el S. C. Braga "B" de la Terceira Liga.

## Estadísticas

### Clubes
Actualizado al último partido disputado el 12 de enero de 2024.
| Club                     | Div.          | Temporada     | Liga  | Liga  | Liga   | Copas nacionales | Copas nacionales | Copas nacionales | Copas internacionales | Copas internacionales | Copas internacionales | Total | Total | Total  |
| Club                     | Div.          | Temporada     | Part. | Goles | Asist. | Part.            | Goles            | Asist.           | Part.                 | Goles                 | Asist.                | Part. | Goles | Asist. |
| ------------------------ | ------------- | ------------- | ----- | ----- | ------ | ---------------- | ---------------- | ---------------- | --------------------- | --------------------- | --------------------- | ----- | ----- | ------ |
| S. C. Braga "B" Portugal | 3.ª           | 2023-24       | 9     | 1     | 1      | —                | —                | —                | —                     | —                     | —                     | 9     | 1     | 1      |
| S. C. Braga "B" Portugal | Total club    | Total club    | 9     | 1     | 1      | 0                | 0                | 0                | 0                     | 0                     | 0                     | 9     | 1     | 1      |
| S. C. Braga Portugal     | 1.ª           | 2023-24       | 0     | 0     | 0      | 0                | 0                | 0                | 0                     | 0                     | 0                     | 0     | 0     | 0      |
| S. C. Braga Portugal     | Total club    | Total club    | 0     | 0     | 0      | 0                | 0                | 0                | 0                     | 0                     | 0                     | 0     | 0     | 0      |
| Total carrera            | Total carrera | Total carrera | 9     | 1     | 1      | 0                | 0                | 0                | 0                     | 0                     | 0                     | 9     | 1     | 1      |